# 21e étape du Tour d'Espagne 2023
Pour un article plus général, voir Tour d'Espagne 2023.
La 21e étape du Tour d'Espagne 2023 se déroule le dimanche 17 septembre 2023 entre Madrid et Madrid sur une distance de 101,1 km.

## Parcours
La dernière étape de la Vuelta 2023 est une courte étape plate sans doute dévolue aux sprinteurs. Elle part de l'Hippodrome de la Zarzuela et se termine dans le centre de Madrid par un circuit en ville de 5,8 km à accomplir dix fois. L'arrivée se situe au Paisaje de la Luz, à proximité de la fontaine de Cybèle.

## Déroulement de la course
À 41 km de l'arrivée, Lennard Kämna, Nico Denz (Bora-Hansgrohe) et Rui Costa (Intermarché-Wanty Gobert) font la course en tête. Dix kilomètres plus loin, ils sont rejoints par le maillot à pois Remco Evenepoel (Soudal Quick-Step), le maillot vert Kaden Groves (Alpecin Deceuninck) et Filippo Ganna (Ineos Grenadiers). Dans la dernière ligne droite, ce groupe de six hommes voit fondre sur lui l'avant du peloton. Evenepoel accélère aux 500 mètres mais il est remonté par Kaden Groves qui s'impose devant Filippo Ganna.

## Résultats

### Classement de l'étape
| \| Classement de l'étape \| Classement de l'étape \| Classement de l'étape \| Classement de l'étape \| Classement de l'étape \| \| Coureur \| Coureur \| Pays \| Équipe \| Temps \| \| --------------------- \| --------------------- \| --------------------- \| ------------------------ \| --------------------- \| \| 1er \| Kaden Groves \| Australie \| Alpecin-Deceuninck \| 2 h 24 min 13 s \| \| 2e \| Filippo Ganna \| Italie \| Ineos Grenadiers \| + 0 s \| \| 3e \| Nico Denz \| Allemagne \| Bora-Hansgrohe \| + 0 s \| \| 4e \| Hugo Page \| France \| Intermarché-Circus-Wanty \| + 0 s \| \| 5e \| Iván García Cortina \| Espagne \| Movistar Team \| + 0 s \| \| 6e \| Rui Costa \| Portugal \| Intermarché-Circus-Wanty \| + 0 s \| \| 7e \| Marijn van den Berg \| Pays-Bas \| EF Education-EasyPost \| + 0 s \| \| 8e \| Remco Evenepoel \| Belgique \| Soudal Quick-Step \| + 0 s \| \| 9e \| Dries Van Gestel \| Belgique \| TotalEnergies \| + 0 s \| \| 10e \| Lennard Kämna \| Allemagne \| Bora-Hansgrohe \| + 0 s \| |                     |           |                          |                 |
| |                     |           |                          |                 |
| Source : ProCyclingStats |                     |           |                          |                 |
| Classement de l'étape |                     |           |                          |                 |
| Coureur | Coureur             | Pays      | Équipe                   | Temps           |
| 1er | Kaden Groves        | Australie | Alpecin-Deceuninck       | 2 h 24 min 13 s |
| 2e | Filippo Ganna       | Italie    | Ineos Grenadiers         | + 0 s           |
| 3e | Nico Denz           | Allemagne | Bora-Hansgrohe           | + 0 s           |
| 4e | Hugo Page           | France    | Intermarché-Circus-Wanty | + 0 s           |
| 5e | Iván García Cortina | Espagne   | Movistar Team            | + 0 s           |
| 6e | Rui Costa           | Portugal  | Intermarché-Circus-Wanty | + 0 s           |
| 7e | Marijn van den Berg | Pays-Bas  | EF Education-EasyPost    | + 0 s           |
| 8e | Remco Evenepoel     | Belgique  | Soudal Quick-Step        | + 0 s           |
| 9e | Dries Van Gestel    | Belgique  | TotalEnergies            | + 0 s           |
| 10e | Lennard Kämna       | Allemagne | Bora-Hansgrohe           | + 0 s           |

### Points attribués pour le classement par points
| Sprint intermédiaire Madrid - Second passage sur la ligne d'arrivée (km 54,7) | Sprint intermédiaire Madrid - Second passage sur la ligne d'arrivée (km 54,7) | Sprint intermédiaire Madrid - Second passage sur la ligne d'arrivée (km 54,7) | Sprint intermédiaire Madrid - Second passage sur la ligne d'arrivée (km 54,7) | Sprint intermédiaire Madrid - Second passage sur la ligne d'arrivée (km 54,7) |
| ----------------------------------------------------------------------------- | ----------------------------------------------------------------------------- | ----------------------------------------------------------------------------- | ----------------------------------------------------------------------------- | ----------------------------------------------------------------------------- |
|                                                                               | Coureur                                                                       | Pays                                                                          | Équipe                                                                        | Point(s)                                                                      |
| 1er                                                                           | Kaden Groves                                                                  | Australie                                                                     | Alpecin-Deceuninck                                                            | 20                                                                            |
| 2e                                                                            | Edward Planckaert                                                             | Belgique                                                                      | Alpecin-Deceuninck                                                            | 17                                                                            |
| 3e                                                                            | Andreas Kron                                                                  | Danemark                                                                      | Lotto Dstny                                                                   | 15                                                                            |
| 4e                                                                            | Samuel Watson                                                                 | Grande-Bretagne                                                               | Groupama-FDJ                                                                  | 13                                                                            |
| 5e                                                                            | Louis Vervaeke                                                                | Belgique                                                                      | Soudal Quick-Step                                                             | 10                                                                            |
| modifier                                                                      |                                                                               |                                                                               |                                                                               |                                                                               |

| Arrivée d'étape Madrid (km 101,1) | Arrivée d'étape Madrid (km 101,1) | Arrivée d'étape Madrid (km 101,1) | Arrivée d'étape Madrid (km 101,1) | Arrivée d'étape Madrid (km 101,1) |
| --------------------------------- | --------------------------------- | --------------------------------- | --------------------------------- | --------------------------------- |
|                                   | Coureur                           | Pays                              | Équipe                            | Point(s)                          |
| 1er                               | Kaden Groves                      | Australie                         | Alpecin-Deceuninck                | 50                                |
| 2e                                | Filippo Ganna                     | Italie                            | Ineos Grenadiers                  | 30                                |
| 3e                                | Nico Denz                         | Allemagne                         | Bora-Hansgrohe                    | 20                                |
| 4e                                | Hugo Page                         | France                            | Intermarché-Circus-Wanty          | 18                                |
| 5e                                | Iván García Cortina               | Espagne                           | Movistar                          | 16                                |
| 6e                                | Rui Costa                         | Portugal                          | Intermarché-Circus-Wanty          | 14                                |
| 7e                                | Marijn van den Berg               | Pays-Bas                          | EF Education-EasyPost             | 12                                |
| 8e                                | Remco Evenepoel                   | Belgique                          | Soudal Quick-Step                 | 10                                |
| 9e                                | Dries Van Gestel                  | Belgique                          | TotalEnergies                     | 8                                 |
| 10e                               | Lennard Kämna                     | Allemagne                         | Bora-Hansgrohe                    | 7                                 |
| 11e                               | Hugo Hofstetter                   | France                            | Arkéa-Samsic                      | 6                                 |
| 12e                               | Davide Cimolai                    | Italie                            | Cofidis                           | 5                                 |
| 13e                               | Milan Menten                      | Belgique                          | Lotto Dstny                       | 4                                 |
| 14e                               | Lewis Askey                       | Royaume-Uni                       | Groupama-FDJ                      | 3                                 |
| 15e                               | Matevž Govekar                    | Slovénie                          | Bahrain Victorious                | 2                                 |
| modifier                          |                                   |                                   |                                   |                                   |

### Bonifications
|   | Coureur           | Pays      | Équipe             | Secondes |
| - | ----------------- | --------- | ------------------ | -------- |
| 1 | Kaden Groves      | Australie | Alpecin-Deceuninck | 6 s      |
| 2 | Edward Planckaert | Belgique  | Alpecin-Deceuninck | 4 s      |
| 3 | Andreas Kron      | Danemark  | Lotto Dstny        | 2 s      |

|   | Coureur       | Pays      | Équipe             | Secondes |
| - | ------------- | --------- | ------------------ | -------- |
| 1 | Kaden Groves  | Australie | Alpecin-Deceuninck | 10 s     |
| 2 | Filippo Ganna | Italie    | Ineos Grenadiers   | 6 s      |
| 3 | Nico Denz     | Allemagne | Bora-Hansgrohe     | 4 s      |

## Classements à l'issue de l'étape

### Classement général
| \| Classement général \| Classement général \| Classement général \| Classement général \| Classement général \| \| Coureur \| Coureur \| Pays \| Équipe \| Temps \| \| ------------------ \| ------------------ \| ------------------ \| ------------------ \| ------------------ \| \| 1er \| Sepp Kuss \| États-Unis \| Jumbo-Visma \| 76 h 48 min 21 s \| \| 2e \| Jonas Vingegaard \| Danemark \| Jumbo-Visma \| + 17 s \| \| 3e \| Primož Roglič \| Slovénie \| Jumbo-Visma \| + 1 min 08 s \| \| 4e \| Juan Ayuso \| Espagne \| UAE Team Emirates \| + 3 min 25 s \| \| 5e \| Mikel Landa \| Espagne \| Bahrain Victorious \| + 3 min 44 s \| \| 6e \| Enric Mas \| Espagne \| Movistar Team \| + 4 min 14 s \| \| 7e \| Aleksandr Vlasov \| Bannière neutre \| Bora-Hansgrohe \| + 8 min 06 s \| \| 8e \| Cian Uijtdebroeks \| Belgique \| Bora-Hansgrohe \| + 8 min 13 s \| \| 9e \| João Almeida \| Portugal \| UAE Team Emirates \| + 10 min 08 s \| \| 10e \| Santiago Buitrago \| Colombie \| Bahrain Victorious \| + 11 min 51 s \| |                   |                 |                    |                  |
| |                   |                 |                    |                  |
| Source : ProCyclingStats |                   |                 |                    |                  |
| Classement général |                   |                 |                    |                  |
| Coureur | Coureur           | Pays            | Équipe             | Temps            |
| 1er | Sepp Kuss         | États-Unis      | Jumbo-Visma        | 76 h 48 min 21 s |
| 2e | Jonas Vingegaard  | Danemark        | Jumbo-Visma        | + 17 s           |
| 3e | Primož Roglič     | Slovénie        | Jumbo-Visma        | + 1 min 08 s     |
| 4e | Juan Ayuso        | Espagne         | UAE Team Emirates  | + 3 min 25 s     |
| 5e | Mikel Landa       | Espagne         | Bahrain Victorious | + 3 min 44 s     |
| 6e | Enric Mas         | Espagne         | Movistar Team      | + 4 min 14 s     |
| 7e | Aleksandr Vlasov  | Bannière neutre | Bora-Hansgrohe     | + 8 min 06 s     |
| 8e | Cian Uijtdebroeks | Belgique        | Bora-Hansgrohe     | + 8 min 13 s     |
| 9e | João Almeida      | Portugal        | UAE Team Emirates  | + 10 min 08 s    |
| 10e | Santiago Buitrago | Colombie        | Bahrain Victorious | + 11 min 51 s    |

| Classement par points | Classement par points | Classement par points | Classement par points | Classement par points |
| Coureur               | Coureur               | Pays                  | Équipe                | Points                |
| --------------------- | --------------------- | --------------------- | --------------------- | --------------------- |
| 1er                   | Kaden Groves          | Australie             | Alpecin-Deceuninck    | 315 pts               |
| 2e                    | Remco Evenepoel       | Belgique              | Soudal Quick-Step     | 236 pts               |
| 3e                    | Andreas Kron          | Danemark              | Lotto Dstny           | 167 pts               |
| 4e                    | Marc Soler            | Espagne               | UAE Team Emirates     | 133 pts               |
| 5e                    | Jonas Vingegaard      | Danemark              | Jumbo-Visma           | 123 pts               |
| 6e                    | Filippo Ganna         | Italie                | Ineos Grenadiers      | 119 pts               |
| 7e                    | Primož Roglič         | Slovénie              | Jumbo-Visma           | 117 pts               |
| 8e                    | Marijn van den Berg   | Pays-Bas              | EF Education-EasyPost | 117 pts               |
| 9e                    | Sepp Kuss             | États-Unis            | Jumbo-Visma           | 112 pts               |
| 10e                   | Juan Ayuso            | Espagne               | UAE Team Emirates     | 105 pts               |

| Classement par points | Classement par points | Classement par points | Classement par points | Classement par points |
| Coureur               | Coureur               | Pays                  | Équipe                | Points                |
| --------------------- | --------------------- | --------------------- | --------------------- | --------------------- |
| 1er                   | Kaden Groves          | Australie             | Alpecin-Deceuninck    | 315 pts               |
| 2e                    | Remco Evenepoel       | Belgique              | Soudal Quick-Step     | 236 pts               |
| 3e                    | Andreas Kron          | Danemark              | Lotto Dstny           | 167 pts               |
| 4e                    | Marc Soler            | Espagne               | UAE Team Emirates     | 133 pts               |
| 5e                    | Jonas Vingegaard      | Danemark              | Jumbo-Visma           | 123 pts               |
| 6e                    | Filippo Ganna         | Italie                | Ineos Grenadiers      | 119 pts               |
| 7e                    | Primož Roglič         | Slovénie              | Jumbo-Visma           | 117 pts               |
| 8e                    | Marijn van den Berg   | Pays-Bas              | EF Education-EasyPost | 117 pts               |
| 9e                    | Sepp Kuss             | États-Unis            | Jumbo-Visma           | 112 pts               |
| 10e                   | Juan Ayuso            | Espagne               | UAE Team Emirates     | 105 pts               |

| Classement de la montagne | Classement de la montagne | Classement de la montagne | Classement de la montagne | Classement de la montagne |
| Coureur                   | Coureur                   | Pays                      | Équipe                    | Points                    |
| ------------------------- | ------------------------- | ------------------------- | ------------------------- | ------------------------- |
| 1er                       | Remco Evenepoel           | Belgique                  | Soudal Quick-Step         | 135 pts                   |
| 2e                        | Jonas Vingegaard          | Danemark                  | Jumbo-Visma               | 51 pts                    |
| 3e                        | Michael Storer            | Australie                 | Groupama-FDJ              | 39 pts                    |
| 4e                        | Romain Bardet             | France                    | Team DSM-Firmenich        | 35 pts                    |
| 5e                        | Primož Roglič             | Slovénie                  | Jumbo-Visma               | 33 pts                    |
| 6e                        | Sepp Kuss                 | États-Unis                | Jumbo-Visma               | 33 pts                    |
| 7e                        | Damiano Caruso            | Italie                    | Bahrain Victorious        | 30 pts                    |
| 8e                        | Andreas Kron              | Danemark                  | Lotto Dstny               | 28 pts                    |
| 9e                        | Eduardo Sepúlveda         | Argentine                 | Lotto Dstny               | 23 pts                    |
| 10e                       | Jesús Herrada             | Espagne                   | Cofidis                   | 22 pts                    |

| Classement de la montagne | Classement de la montagne | Classement de la montagne | Classement de la montagne | Classement de la montagne |
| Coureur                   | Coureur                   | Pays                      | Équipe                    | Points                    |
| ------------------------- | ------------------------- | ------------------------- | ------------------------- | ------------------------- |
| 1er                       | Remco Evenepoel           | Belgique                  | Soudal Quick-Step         | 135 pts                   |
| 2e                        | Jonas Vingegaard          | Danemark                  | Jumbo-Visma               | 51 pts                    |
| 3e                        | Michael Storer            | Australie                 | Groupama-FDJ              | 39 pts                    |
| 4e                        | Romain Bardet             | France                    | Team DSM-Firmenich        | 35 pts                    |
| 5e                        | Primož Roglič             | Slovénie                  | Jumbo-Visma               | 33 pts                    |
| 6e                        | Sepp Kuss                 | États-Unis                | Jumbo-Visma               | 33 pts                    |
| 7e                        | Damiano Caruso            | Italie                    | Bahrain Victorious        | 30 pts                    |
| 8e                        | Andreas Kron              | Danemark                  | Lotto Dstny               | 28 pts                    |
| 9e                        | Eduardo Sepúlveda         | Argentine                 | Lotto Dstny               | 23 pts                    |
| 10e                       | Jesús Herrada             | Espagne                   | Cofidis                   | 22 pts                    |

| Classement du meilleur jeune | Classement du meilleur jeune | Classement du meilleur jeune | Classement du meilleur jeune | Classement du meilleur jeune |
| Coureur                      | Coureur                      | Pays                         | Équipe                       | Temps                        |
| ---------------------------- | ---------------------------- | ---------------------------- | ---------------------------- | ---------------------------- |
| 1er                          | Juan Ayuso                   | Espagne                      | UAE Team Emirates            | 76 h 51 min 46 s             |
| 2e                           | Cian Uijtdebroeks            | Belgique                     | Bora-Hansgrohe               | + 4 min 48 s                 |
| 3e                           | João Almeida                 | Portugal                     | UAE Team Emirates            | + 6 min 43 s                 |
| 4e                           | Santiago Buitrago            | Colombie                     | Bahrain Victorious           | + 8 min 26 s                 |
| 5e                           | Remco Evenepoel              | Belgique                     | Soudal Quick-Step            | + 13 min 19 s                |
| 6e                           | Einer Rubio                  | Colombie                     | Movistar Team                | + 31 min 34 s                |
| 7e                           | Antonio Tiberi               | Italie                       | Bahrain Victorious           | + 46 min 48 s                |
| 8e                           | Attila Valter                | Hongrie                      | Jumbo-Visma                  | + 1 h 02 min 17 s            |
| 9e                           | Lenny Martinez               | France                       | Groupama-FDJ                 | + 1 h 18 min 16 s            |
| 10e                          | Lennert Van Eetvelt          | Belgique                     | Lotto Dstny                  | + 1 h 45 min 27 s            |

| Classement du meilleur jeune | Classement du meilleur jeune | Classement du meilleur jeune | Classement du meilleur jeune | Classement du meilleur jeune |
| Coureur                      | Coureur                      | Pays                         | Équipe                       | Temps                        |
| ---------------------------- | ---------------------------- | ---------------------------- | ---------------------------- | ---------------------------- |
| 1er                          | Juan Ayuso                   | Espagne                      | UAE Team Emirates            | 76 h 51 min 46 s             |
| 2e                           | Cian Uijtdebroeks            | Belgique                     | Bora-Hansgrohe               | + 4 min 48 s                 |
| 3e                           | João Almeida                 | Portugal                     | UAE Team Emirates            | + 6 min 43 s                 |
| 4e                           | Santiago Buitrago            | Colombie                     | Bahrain Victorious           | + 8 min 26 s                 |
| 5e                           | Remco Evenepoel              | Belgique                     | Soudal Quick-Step            | + 13 min 19 s                |
| 6e                           | Einer Rubio                  | Colombie                     | Movistar Team                | + 31 min 34 s                |
| 7e                           | Antonio Tiberi               | Italie                       | Bahrain Victorious           | + 46 min 48 s                |
| 8e                           | Attila Valter                | Hongrie                      | Jumbo-Visma                  | + 1 h 02 min 17 s            |
| 9e                           | Lenny Martinez               | France                       | Groupama-FDJ                 | + 1 h 18 min 16 s            |
| 10e                          | Lennert Van Eetvelt          | Belgique                     | Lotto Dstny                  | + 1 h 45 min 27 s            |

| Classement par équipes | Classement par équipes | Classement par équipes | Classement par équipes |
| Équipe                 | Équipe                 | Pays                   | Temps                  |
| ---------------------- | ---------------------- | ---------------------- | ---------------------- |
| 1re                    | Jumbo-Visma            | Pays-Bas               | 229 h 42 min 26 s      |
| 2e                     | Bahrain Victorious     | Bahreïn                | + 21 min 09 s          |
| 3e                     | Bora-Hansgrohe         | Allemagne              | + 33 min 07 s          |
| 4e                     | UAE Team Emirates      | Émirats arabes unis    | + 33 min 53 s          |
| 5e                     | Movistar Team          | Espagne                | + 2 h 17 min 33 s      |
| 6e                     | Soudal Quick-Step      | Belgique               | + 3 h 18 min 40 s      |
| 7e                     | TotalEnergies          | France                 | + 3 h 25 min 29 s      |
| 8e                     | Groupama-FDJ           | France                 | + 3 h 42 min 37 s      |
| 9e                     | Lidl-Trek              | États-Unis             | + 4 h 00 min 42 s      |
| 10e                    | Arkéa-Samsic           | France                 | + 4 h 23 min 49 s      |

| Classement par équipes | Classement par équipes | Classement par équipes | Classement par équipes |
| Équipe                 | Équipe                 | Pays                   | Temps                  |
| ---------------------- | ---------------------- | ---------------------- | ---------------------- |
| 1re                    | Jumbo-Visma            | Pays-Bas               | 229 h 42 min 26 s      |
| 2e                     | Bahrain Victorious     | Bahreïn                | + 21 min 09 s          |
| 3e                     | Bora-Hansgrohe         | Allemagne              | + 33 min 07 s          |
| 4e                     | UAE Team Emirates      | Émirats arabes unis    | + 33 min 53 s          |
| 5e                     | Movistar Team          | Espagne                | + 2 h 17 min 33 s      |
| 6e                     | Soudal Quick-Step      | Belgique               | + 3 h 18 min 40 s      |
| 7e                     | TotalEnergies          | France                 | + 3 h 25 min 29 s      |
| 8e                     | Groupama-FDJ           | France                 | + 3 h 42 min 37 s      |
| 9e                     | Lidl-Trek              | États-Unis             | + 4 h 00 min 42 s      |
| 10e                    | Arkéa-Samsic           | France                 | + 4 h 23 min 49 s      |

## Abandons
Aucun abandon.